# 본량동
본량동(本良洞)은 광주광역시 광산구의 행정동이다. 산하 법정동으로는 남산동, 송치동, 산수동, 선동, 지산동, 왕동, 북산동, 명도동, 동호동, 덕림동, 양산동, 동림동, 산막동이 있으며, 전라남도 함평군 월야면 및 장성군 삼서면과 만난다.

## 연혁
- 백제시대 목천현(木川懸)
- 1914년 4월 1일 : 함평군 장본면(獐本面), 적량면(赤良面), 여황면(艅艎面)을 나주군 본량면으로 통합

| 조선총독부령 제111호 | |               |
| 구 행정구역          | 구 행정구역 | 신 행정구역   |
| 함평군 장본면        | 을림리(乙林里), 덕산리(德山里), 복만리(福滿里), 고암리(高岩里), 학동리(鶴洞里), 복암리(伏岩里), 금동리(金洞里) | 본량면 덕림리 |
| 함평군 장본면        | 구룡리(九龍里), 동산리(東山里), 원동리(元洞里), 작림리(作林里), 금곡리(金谷里), 양곡리(良谷里)                 | 본량면 동림리 |
| 함평군 장본면        | 남동리(南東里), 동촌리(東村里), 석동리(石東里), 관정리(官亭里), 용호리(龍湖里)                                 | 본량면 동호리 |
| 함평군 장본면        | 월청리(月淸里), 월산리(月山里), 신평리(新坪里), 양곡리(陽谷里)                                                 | 본량면 양산리 |
| 함평군 적량면        | 당산리(堂山里), 평촌리(坪村里), 원기리(元基里), 풍숙리(風宿里), 차남리(車南里)                                 | 본량면 남산리 |
| 함평군 적량면        | 장등리(長嶝里), 북성리(北城里), 황산리(黃山里)                                                                 | 본량면 북산리 |
| 함평군 적량면        | 명곡리(明谷里), 감도리(甘道里), 가마리(加馬里), 예림리(禮林里)                                                 | 본량면 명도리 |
| 함평군 적량면        | 원당리(元堂里), 왕산리(旺山里), 내동리(內洞里)                                                                 | 본량면 왕동리 |
| 함평군 여황면        | 용산리(龍山里), 용수리(龍水里), 용계리(龍溪里), 입석리(立石里), 감동리(甘洞里)                                 | 본량면 산수리 |
| 함평군 여황면        | 선암리(仙岩里), 흑석리(黑石里), 부수리(富峀里), 매동리(梅洞里), 용동리(龍洞里)                                 | 본량면 선동리 |
| 함평군 여황면        | 송림리(松林里), 석계리(石溪里), 금치리(今峙里), 금강리(金岡里)                                                 | 본량면 송치리 |
| 함평군 여황면        | 지동리(池洞里), 능동리(能洞里), 산음리(山陰里), 탑동리(塔洞里)                                                 | 본량면 지산리 |
- 1949년 8월 4일 : 나주군에서 광산군으로 편입
- 1988년 1월 1일 : 광산군 폐지, 광주직할시 광산구로 편입
- 1995년 1월 1일 : 광주광역시 광산구
- 1998년 10월 15일 : 본량출장소를 폐지, 본량동으로 승격[1]
- 2007년 9월 1일 : 명칭 개정(동사무소 → 주민센터)

## 마을 유래
- 남산동(南山洞)
  - 조선시대 적량면 지역으로 1914년 당산, 평촌, 풍숙, 황계, 원기, 차남리와 오산면 황계리 일부를 따 차남과 당산의 이름을 따 ‘남산’이라 이름 지었다. 현재 평촌, 신흥, 풍숙, 황계마을이 있는데, ‘평촌’은 평야에 마을이 있다는 의미다. 1914년 면소재지가 되며 여러 관공서가 들어서며 본량의 행정중심지가 되었다. ‘신흥’은 당산, 당산매라고 부르다 새로 마을을 일으킨다는 의미로 신흥으로 개칭했다고 하나, 조선시대 기록에는 신흥촌과 당산촌이 적량면에 속한 마을로 기록되어 있다. 1950년대 기록에는 마을 뒤에 산이 있어 당산이라 불렀으나 마을이 폐촌되어 새로 일어나라는 의미로 신흥으로 불렀다고 설명하고 있다. 이 마을 농악이 주변에서 소문나 전국민속경연대회에 나가기도 했다.‘풍숙’마을은 오겸의 둘째 동생인 오원이 풍수지리설에 따라 이주, 정착하여 그 후손들이 세거하고 있다. 원터, 환산(環山), 참남매, 골안 등의 마을을 합쳐 풍치(風峙)라 했으나 일제강점기 윗마을을 풍치, 아랫마을을 풍숙(風宿)이라 부르다 광복 후 두 마을을 합쳐 풍숙이라 했다. 지명학에서 보았을 때 풍(風)은 옛말로 성(城)이라 벽(壁)을 뜻하므로 풍숙은 성(城)이 있던 곳을 의미하는 지명이라고 한다. 또 일명 ‘바람자기’라고 하는데 바람이 마을에서 잔다 하여 불린 지명이라는 설도 있다. ‘황계’마을은 황룡강변을 따라 황계, 남계 두 마을이 있었는데 이를 합쳐 황계라고 했다. 경지정리사업으로 남계는 폐촌이 되었다. 그러나 일설에 의하면 옛날 누런 닭이 많이 생산된다 하여 황계(黃鷄)라고 하다 마을 앞에 황룡강물이 흐른다 하여 시내 ‘계’자를 써서 황계(黃溪)라 했다고도 한다. 평촌이 1통, 신흥이 2통, 풍숙은 3통, 황계는 4통이다.
- 송치동(松峙洞)
  - 조선시대 여황면 지역으로 1914년 석계, 송림, 금치, 금강리와 오산면 황계리 일부를 합해 ‘송치’라 했다. 송림과 금치에서 한 자씩 딴 이름이다. ‘석계’마을은 마을 뒷산에 ‘덕석바위’라는 큰 바위가 있고 마을 앞으로 왕동천이 흐른다 하여 붙은 이름인데, 바위는 도로확장으로 없어졌다. ‘송림’은 마을 좌우로 숲이 무성해 지어진 이름으로 산보래산 골짜기 깊숙한 곳에 위치한다. ‘금치’마을은 송치동에서 가장 큰 마을로 황정자(黃亭子)와 와동(臥洞) 두 마을을 합쳐 금치라 했다. 황정자는 황정지라고 불렀으며 와동은 봉황이 누워 있는 모습이라 부른 이름이라고 한다. 그런데 임진왜란 때 왜군의 장졸들이 머문 이후 자손들이 살고 있어 왜동(倭洞), 왜꼴, 왜말로 불렸다고 한다.‘신당’마을은 수백 년 전 임씨 선조 사우인 금강사가 있어 마을 이름을 ‘금강’이라 부르다 이후 새로 세운 마을이라 ‘신당’이라고 불렀다는 설, 황룡강이 흐른다 하여 ‘금강(錦江)’이라 부르다 임씨 성을 가진 사람이 새로 집을 지은 뒤부터 신당(新堂)이라고 개칭했다는 설이 있다. 석계와 송림은 5통, 금치는 6통, 신당은 7통이다.
- 산수동(山水洞)
  - 조선시대 여황면 지역으로 1914년 용산리, 용수리, 용계리, 입석리, 감동리와 오산면 황계리 일부를 합하고 용산과 용수의 이름을 따 ‘산수리’라 했다. 감동, 입석, 용산, 용수, 용강마을이 있는데 용산, 용수, 용강 세 마을은 ‘북창’으로 부른다. ‘감동’은 일제강점기 제방을 쌓은 뒤 새로 생긴 마을이다. 마을 앞 샘의 물이 달다 하여 감동으로 부른다고 하는데, 마을에 유자 열매같은 자갈이 깔려 있어 처음에는 감동(柑洞)이라 불렀다 한다. 마을 주민에 따르면 자갈과 모래가 많이 섞인 사질토라 배수가 잘 되기 때문에 감나무를 심으면 맛이 달고 작황도 좋다. ‘입석’마을은 황룡강변에 위치한 마을이다. 나주목에서 평동 복룡산을 거쳐 서울로 가는 길목에 위치했는데, 길을 나선 이들이 식사와 숙박을 해결해야 했기 때문에 마을이 번성했다. 말을 매어두었던 ‘말똥배미’라는 지명이 남아 있다. 신임목사가 부임하면 현임 목사가 이곳까지 마중 나왔다고 전해진다. 마을에 선사시대 선돌이 서 있어 여기에서 마을이름이 유래되었다.‘북창’은 용산, 용수, 용강마을을 통칭한다는데, 기록마다 조금씩 차이가 있다. 용강마을이 일명 북창, 용계, 창촌이라고 1980년대 구지는 기록하고 있지만, 최근의 구사는 용수가 조선시대 세곡을 모으는 창고가 있어 북창으로 불리다 용수로 고쳤다고 기록하고 있다. 일제강점기 초기 제작된 자료에는 용산, 용수, 용계는 속칭 북창이라고 적고 있다. 용계는 용강으로도 불렸는데, 용강이 당시의 창고터였고, 용수는 진입로, 용산은 북창 종사자가 거처하는 민가와 주막이 있었을 것으로 추정하고 있다. 산수보건진료소를 중심으로 세 마을이 모여 있다. 감동은 8통, 입석은 9통, 북창은 10통이다.
- 선동(仙洞)
  - 조선후기 나주군 여황면 지역이었으나 1914년 선암리, 흑석리, 부수리, 매동리, 용동리 일부를 합쳐 선암과 매동 이름을 따 나주군 본량면 선동리라 했다. 현재 맥동, 상흑, 하흑, 매동, 부수동 마을이 있다. ‘맥동’은 일명 맥골, 용동(龍洞), 천평동이라고 하며 마을 서북쪽 골짜기는 ‘공창’이라고 한다. 보리가 잘 돼 맥동으로 개칭했다고 한다. 상흑, 하흑은 ‘흑석’을 위아래로 나눠 부르는 지명이다. 검은 바위가 있어 이를 중심으로 위쪽을 상흑, 아래쪽을 하흑이라고 불렀다고 하나, 토성(土城)인 흙성이 흑석으로 변화된 것으로 본다. 상흑은 평택 임씨가 대부분이며 임하교를 모시는 율수재가 있다. 하흑은 아랫검은들이라고 불렸다.‘매동’은 윤무치라 불렀다. 여산 송씨 집성촌으로 조선 성종 때 문인 송천희 덕행을 기리는 사우 매동사가 있다. 부수동은 매동과 한 마을이었으나 분리되었다. 부수동(富峀洞)이라고도 하는데, 부수(芙水)와 부수(富峀)는 바리뫼, 바리산을 뜻하는 지명으로 모두 성(城)과 관련된 단어라고 한다. 맥동과 상흑은 11통, 하흑과 부수동, 매동은 12통이다.
- 지산동(池山洞)
  - 조선후기 여황면 지역이었다. 1914년 지동리, 능동리, 산음리, 탑동리를 합해 지동, 산음의 이름을 따 지산리라고 이름 지었다. 지금도 지동, 능동, 산음, 탑동마을이 있는데, ‘지동’은 마을 앞에 큰 연못이 있어 못골이라고 했다가 한자로 지동으로 표기했다. 조선시대 평지촌(坪池村)이 있었는데, 평지촌이 오늘날 지동일 가능성이 있다. ‘능동’은 밖능동, 안능동 두 마을을 합쳐 능동이라 했는데, 조선후기 기록은 물론 1959년 조사기록에도 나타나지 않은 것으로 미루어 그 이후에 마을이 형성된 것으로 보고 있다.‘산음’은 사정(射亭)터가 있어 사쟁이라고 하다 사정(沙亭)이라고 고친 뒤 한말에 다시 산음(山陰)으로 바꾸었다. ‘탑동’은 탑이 있다 하여 탑동이라 했는데, 봉림(鳳林), 봉산(鳳山)이라고도 불렀다. 이 지명은 성(城)이 있었던 곳을 지칭하는 지명으로 옛 여황현 터가 있었다는 이야기를 뒷받침한다. 그러나 1789년 호구총수에는 여황면에 탑동촌과 봉치리가 따로 존재했다. 지동, 능동은 13통, 산음, 탑동은 14통이다.
- 왕동(旺洞)
  - 조선후기 적량면 지역이었다. 1914년 원당리, 왕산리, 내동리를 합쳐 왕산과 내동 이름을 따 왕동리라 했다. 조선시대에는 왕산, 중왕산, 신왕산이 있었다고 하나 1959년 조사에는 내왕산, 원당만 기록되어 있으며 내동과 왕산곡을 합쳐 내왕산으로 부른다고 적고 있다. 지금은 내왕산, 원당마을이 있는데 마을이라고 부르기 어려울 정도로 민가가 적다. 왕동저수지를 가운데에 두고 내왕산, 산보래산, 쓰래산 등이 감싸고 있는 산촌마을이다.‘내왕산’은 왕동, 왕산으로 불린다. 왕동저수지 인근의 내동, 왕산골, 가쟁이, 세절이라는 작은 마을을 합쳐 내왕산이라고 부르는데, 내동에는 전의이씨 재각인 추모재(追慕齋)가 있다. ‘원당’은 마을 뒷산에 서당터가 있어 일명 서당골로 불렸다. 조선 세조 때 이시애 난을 평정한 오자치 장군의 영정을 모신 원당영각, 오자치를 모시는 재각인 시기재(始基齋)가 있다. 내왕산, 원당은 15통이다.
- 북산동(北山洞)
  - 조선후기 적량면 지역으로 1914년 북성, 황산, 장등리와 삼가면 송동 일부를 합쳐 나주군 본량면 북산리라 하였다. 북성과 황산에서 한자씩 딴 것이다. 조선시대 황청촌(黃靑), 북성촌(北城), 장등촌(長登)이 있었는데 오늘날 황산, 북성, 장등마을으로 추측된다. ‘황산’마을은 누르메, 아랫새태, 웃새태를 합쳐 ‘황산’으로 불렀다. 광산 정씨가 개촌하며 칠현지지(七賢之地)라는 의미로 ‘누르메’라 하였고 병자호란 때 피란처로 역할했다. 18세기경 대화재로 마을이 전소되어 주민 일부는 서창면 세동으로 이거했다 다시 옮겨왔다고 전한다.‘장등’은 일명 백산골이라고 하며 옛날부터 글공부하는 선비가 많아 밤새도록 등불이 꺼지지 않아 유래된 지명이라는 설, 마을 앞에 작은 못이 있는데 못이 있는 곳을 긴 등잔기름으로 보고 한자로 장등이라 부른다는 설이 있다. 하지만 이칭인 백산골의 백산(栢山)은 ‘잣’을 의미하고 ‘잣’은 성(城)을 의미하므로 장등은 곧 ‘성(城)이 있었던 등성이’라는 의미에서 유래한 지명일 것으로 보기도 한다. ‘북성’은 임진왜란 당시 의병장 창녕 조씨 조언수가 정착하며 마을이 형성되었다고 한다. 본래는 북쪽의 성을 의미하는 북성(北城)인데, 북성(北星)이라고도 했다는 1959년 기록이 있다. 반대로 1985년 구지는 조언수가 낙향해 지은 이름이 북성(北星)이었는데 영조 때 북성(北城)으로 개칭했다고 전하고 있다. 조언수와 손자 조순악, 증손자 조후건과 며느리 문화 류씨의 충효열을 기리는 창녕 조씨 삼강정려가 있다. 5월 사제 조철현 비오 신부가 이곳에서 태어났다. 황산과 장등은 16통, 북성은 17통이다.
- 명도동(明道洞)
  - 조선후기 적량면 지역이었다. 1914년 가마리, 명곡리, 감도리, 예림리 일부와 삼가면 도림리 일부를 합해 명곡과 감도 이름에서 한자씩 따서 명도라 하였다. 현재 가마, 명곡, 평림, 예림마을이 있다.‘가마’마을은 옹기를 굽는 가마가 있어 ‘가마’, ‘점골’, ‘독골(獨谷)’이라 불렀다. 마을 앞 넓은 들판에 펼쳐진 논의 형상이 가마솥 같다 하여 붙은 이름이라는 설도 있다. 윗마을 명곡에서 나주오씨가 1900년대 전후로 옮겨와 개촌했다고 한다. 마을 뒤에 와우산이 있다. 마을 앞에 한말의병 오상열의 충절을 기린 기적비와 오종남 선행비, 오두영 효행비가 있다.‘명곡’은 나주 오씨 장탄파 후손들이 정착한 마을이다. 명곡 오희도의 출생지 혹은 정착지라는 설, 오언표가 삼도의 도덕에서 분가했다는 설 등이 있다. 과거 대명동이라 불렀는데 조선시대 작성된 호구총수에도 대명동촌이 기록되어 있다. 명곡사지, 불당골 등 사찰 터가 있고 생로당 오효석이 배향된 대명사와 재각 영모재, 나주오씨 재실인 장사재, 오재수 영정을 모신 명동영당이 있다.‘평림’마을은 수풀이 많아 평림이라고 했다는 설, 옛날 팽나무숲이 우거져 마을이름이 평림이었다는 설, 선비가 평온하게 살만한 곳이라 하여 평림이라고 했다는 설 등이 있다. 마을 앞에 나주오씨 삼대효자비가 있다. ‘예림’마을은 평림과 한 마을이었으나 인구가 늘면서 1967년 따로 떨어져 나왔다. 1917년 삼도 도림마을에서 나주 오씨 오시승이 옮겨왔는데 예전에 살던 도림을 바라보고 있다고 하여 감도리(監道里)라고 불렀다는 설, 감나무가 많아 감도리라고 했다는 설이 있다. 나주오씨 문중 재실 감도재(監道齋)가 있다. 가마, 명곡마을은 18통이다. 평림, 예림은 19통이다.

- 동호동(東湖洞)
  - 조선시대 장본면 지역으로 1914년 석동리, 남동리, 동촌리, 관정리, 용호리를 합해 동촌과 용호의 이름을 따 동호리라 했다. 현재 남동, 본촌, 용호, 신촌 마을이 있다. ‘남동’은 녹나무(楠木)가 있어 남동(楠洞)이라고 하다 남동(南洞)으로 고쳤다는 설, 본촌마을의 남쪽에 자리 잡은 마을이라 하여 남동이라 불렀다는 설이 있다. 본촌에서 분리된 마을로 청송 심씨가 집성촌을 이루고 있다. 남동과 본촌은 과거 완초를 이용한 돗자리 공예가 활발했던 곳으로 본석(本蓆)으로 유명했다. 심원표가 강학을 위해 지은 만취정, 심원표와 심종대 등의 영정을 봉안한 남동영당(남동사), 고려말 공신 심덕부, 심징 등을 기리기 위해 세운 동호사가 있다.‘본촌’은 석문골에 형성된 잠발매, 본동, 석동을 합한 마을이다. 장본면의 본 마을이라 하여 본촌이라고 불렀다는 설, 청송심씨가 처음 들어와 자리 잡은 곳이라 본디마을, 본마을이라는 의미로 본촌이라 불렀다는 설이 있다. 동호리 동자를 따서 동촌 또는 본동이라고도 불렀다. 청송정과 영효재, 호은정, 경모재가 있다. ‘용호’마을은 속칭 거머리, 계머리라고 하는데, 성(城)과 관련된 지명일 것으로 추정하고 있다.‘신촌’마을은 일명 새말이라고 하며 문화류씨 집성촌이다. 미력굴 앞뜰에 신촌(莘村)이라는 마을이 있었는데 신촌(新村)으로 한자가 바뀌었다고 한다. 류차달을 추모하기 위해 세운 대동사(大洞祠)가 있고 앞에는 류상렬 기적비, 류인대 공적비, 차행렬 공적비 등이 있다. 류상렬 영정을 모신 신호사, 류자미 충절과 학덕을 기리기 위해 세운 충현각, 류희달 신도비 등이 있다. 남동, 본촌은 20통, 용호, 신촌은 21통이다.
- 덕림동(德林洞)
  - 조선후기 장본면 지역으로 1914년 복만리, 을림리, 덕산리, 고암리, 학동리, 복암리, 금동리 일부를 합쳐 덕산과 을림의 이름을 따 덕림이라 하였다. 복만, 을림, 수성, 금동, 학동 마을이 있었으나 복만, 을림, 수성마을은 빛그린산업단지에 편입되며 사라졌고, 칠봉산 위쪽의 금동, 학동, 덕암마을만 남아 있다.‘금동’마을은 비낑매, 비금매(飛禽山)라고 불렀다. 교하 노씨가 들어오며 금동이라 불렸다고 하는데 옛날 기록에 나오는 횡산촌(橫山村)이었을 것으로 보고 있다. 노심신, 노의택을 모신 옥산재(玉山), 광산 정씨 문중재실인 삼연재(三然齋), 하동 정씨 문중 재실인 이목재(梨木齋)가 있다. ‘학동’은 뒷산이 학 형상이라 하여 붙여진 이름이다. 능성 구씨가 개촌했다고 한다. 뙤밭골로 불렸다는 ‘덕암’마을은 과거 자료에는 나오지 않으며, 현재 몇 가구 되지 않은 작은 마을이다. 학동, 금동은 24통이다.
- 양산동(良山洞)
  - 조선시대 장본면 지역으로 1914년 월산리, 신평리, 양곡리, 월청리 일부와 영광군 산남면 두리 일부를 병합해 양곡과 월산의 이름을 따서 양산리라 지었다. 1959년 자료에는 월산, 신평, 양곡이 있었으나 현재는 월산, 신평, 양곡, 원동마을이 있다. ‘월산’은 장본면 시절 새터(신기), 수루방등을 합쳐 월산이라 하였다 하나 수루방등은 폐촌되었다. 수루방등은 물레방아를 일컫는 수륜방아를 의미하는 말로 옛날 물레방아가 있었음을 유추할 수 있다. 운중반월(雲中半月)의 명당이 있어 ‘월산’이라고 했다 한다. 도로변에 있는 마을로 보호수로 지정된 느티나무가 있다.‘신평’은 밭등갱이, 밭등광이라고 부르며 류시화의 위패를 모신 등산재(燈山齋), 부안김씨 문중재실인 영모재(永慕齋)가 있다. ‘양곡’마을은 동목동(月淸)과 안등광이를 합쳐 양곡이라 하는데, 양산리 골짜기에 마을이 있다 하여 양곡이라 부른다는 설이 있다. 광산김씨 집성촌으로 재실인 원모재(遠慕齋)가 있다. ‘원동’은 살구정, 살구장이라고 부르며 이곳에 원(院)이 있어 원동(院洞)으로 불렀다는 설, 이웃에 비굴이라는 작은 마을이 있다 폐촌되자 이곳이 원래 마을이라 하여 원동(元洞)이라고 불렀다는 설이 있다. 비굴에는 집만 지으면 부자가 되어 잘 살았는데, 도둑이 들끓어 폐촌되었다는 이야기가 전한다. 월산, 신평은 25통, 양곡, 원동은 26통이다.
- 동림동(東林洞)
  - 조선시대 장본면 지역으로 1914년 구룡, 동산, 금곡, 작림, 양곡리 일부 등을 병합해 동산과 작림에서 이름을 따 동림동이라 했다. 현재 구룡, 동산, 금곡, 작림마을이 있다. ‘구룡’은 염불산 아래 구룡정주형이 있어 구룡이라 불렀다는 설, 처음 궁룡(弓龍)이라 부르다 마을 뒷산이 아홉 마리 용이 웅크리는 형국이라 하여 구룡(九龍)으로 불렀다는 설이 있다. 마을 오른편 염불산 아래 호박굴이 있었는데, 굴의 옛말은 굼으로 ‘굴이 있는 용’이라는 의미로 굼룡이 궁룡, 구룡으로 점차 바뀌었을 것으로 보기도 한다. 문화 류씨 재실인 경모재(敬慕齋)가 있고, 광산김씨 재각인 용산재(龍山齋)가 있다.‘동산’은 구룡마을에서 분리된 마을로 처음에는 용산(龍山)으로 불리다 마을이 동쪽을 바라본다 하여 동산이라 이름지었다는 설, 마을 동쪽에 염불산이 있어 동쪽의 동과 염불산의 산을 따 동산이라고 했다는 설이 있다. ‘금곡’은 거문고를 뜻하는 금(琴)을 사용하는 금곡(琴谷)으로 표기되기도 한다. 조선시대 기록에는 없지만 일제강점기 기록부터 등장하는 마을이다. 작림마을이 커지면서 두 마을로 나눠진 것으로 본다. ‘작림’은 조선시대 까치를 뜻하는 작림(鵲林)이었다. 까치형태의 숲이 울창해 작림이라고 불렀다는데 성(城)을 뜻하는 ‘잣’이 작으로 발음되며 까치 작(鵲)으로 표기하는 경우가 있어 성과 연관된 지명일 것으로 추정하기도 한다. 금곡과 작림에는 장흥고씨가 많이 산다. 구룡, 동산은 27통, 금곡, 작림은 28통이다.

## 주요 시설
- 본량동행정복지센터
- 본량파출소
- 본량동우체국
- 광주글로벌모터스
- 빛그린산업단지

## 교육
- 본량초등학교 (남산동)
- 본량중학교 (폐교) - 광산구 용진로 303 (북산동)